# Partage social des émotions
Dans le domaine de la psychologie sociale, le partage social des émotions concerne la tendance d'un sujet à raconter à autrui une expérience émotionnelle. 

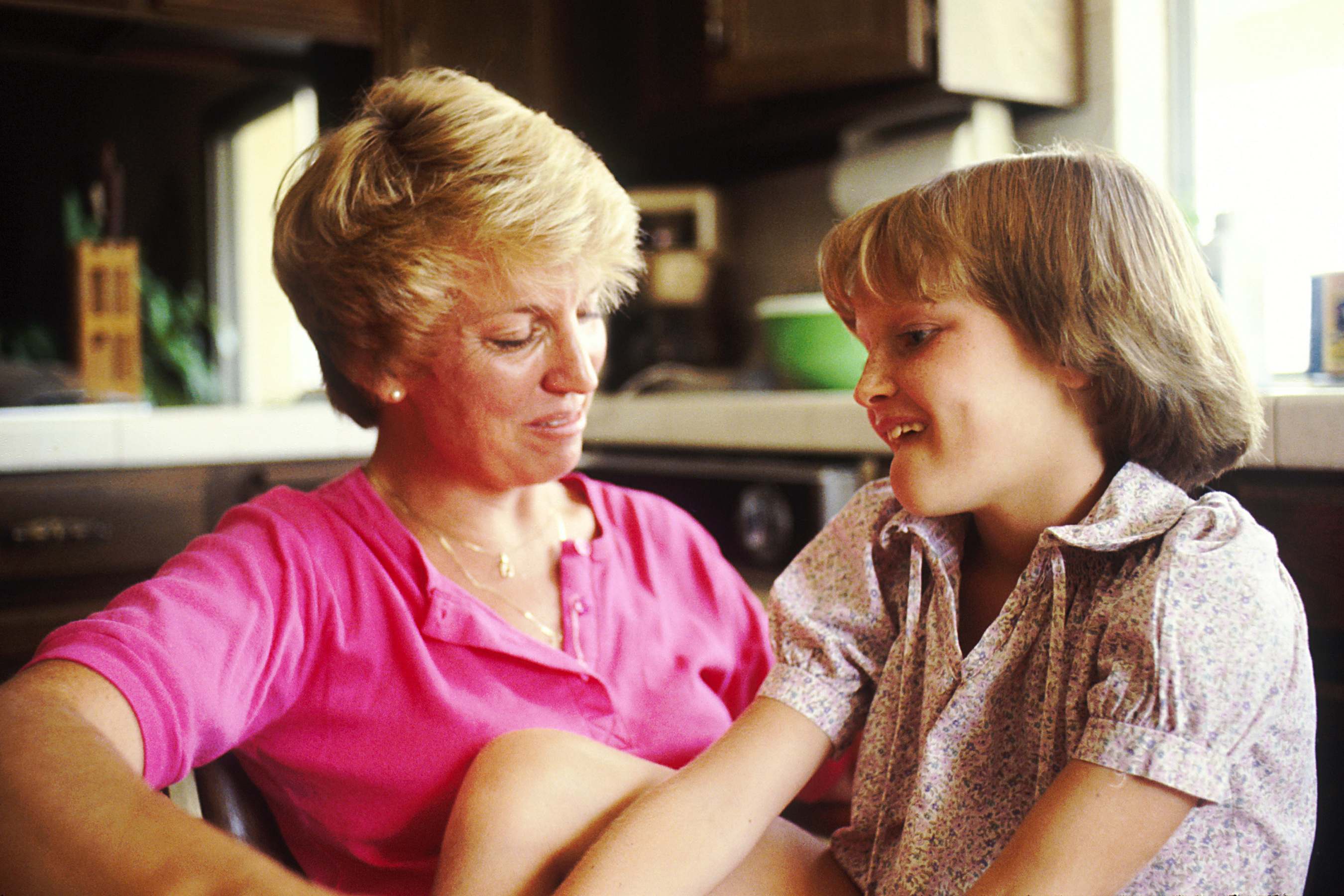
Une jeune fille partageant une expérience émotionnelle heureuse avec sa mère.

Les expériences émotionnelles ne sont pas uniquement individuelles. Des études sur les catastrophes et les évènements importants de la vie montrent la propension des victimes à parler de leurs expériences et à exprimer leurs émotions,. À partir de ces observations empiriques, le terme « partage social des émotions » (PSE) a été inventé par Rimé et al. en 1991 pour nommer ce phénomène. Ce fut un développement significatif de la psychologie sociale car cette nouvelle idée remet en cause la vision de l'émotion jusqu'alors dominante dans la littérature spécialisée. En effet, cette notion était auparavant considérée plutôt comme un épisode court et intrapersonnel. Néanmoins, les premières expériences de Rimé et al. ont révélé qu’entre 88 et 96 % des expériences émotionnelles étaient partagées et discutées au moins une fois. Les études sur le partage social des émotions ajoutent donc de nouvelles perspectives pour comprendre l’émotion et ses processus sous-jacents.